# Dutch Open
Die Dutch Open im Badminton sind die hochrangigsten offenen internationalen Meisterschaften der Niederlande. Sie wurden erstmals Mitte November 1931 ausgetragen und sind damit in Europa außerhalb Skandinaviens und Großbritanniens neben den French Open die dienstältesten internationalen Meisterschaften. Von 1938 bis 1952 legten die Titelkämpfe jedoch eine längere Pause ein. Im Jahre 2008 wurde das Turnier zum 60. Mal ausgetragen.

## Austragungsorte
| Jahr      | Ort                                         |
| --------- | ------------------------------------------- |
| 1931–1933 | Casino-Zaal, Noordwijk                      |
| 1934      | Nutszaal, Rotterdam                         |
| 1935–1937 | Den Haag                                    |
| 1953–1961 | Krelagehuis, Haarlem                        |
| 1962–1972 | Duinwijckhal, Haarlem                       |
| 1973–1979 | Sporthal Beverwijk, Beverwijk               |
| 1981      | Sportpaleis Ahoy, Rotterdam                 |
| 1982–1987 | Nationaal Badminton Centrum, Nieuwegein     |
| 1988      | Sporthallen Zuid, Amsterdam                 |
| 1989–1991 | Nationaal Badminton Centrum, Nieuwegein     |
| 1992–2000 | Sportcentrum de Maaspoort, ’s-Hertogenbosch |
| 2001–2002 | Indoor Sportcentrum, Eindhoven              |
| 2003–2007 | Sportcentrum de Maaspoort, ’s-Hertogenbosch |
| 2008–2022 | Topsportcentrum, Almere                     |
| 2023–2024 | Sportcentrum de Maaspoort, ’s-Hertogenbosch |

## Die Sieger
| Saison    | Herreneinzel            | Dameneinzel              | Herrendoppel                            | Damendoppel                                       | Mixed                                             |
| --------- | ----------------------- | ------------------------ | --------------------------------------- | ------------------------------------------------- | ------------------------------------------------- |
| 1931      | G. E. Dovaston          | Esnough                  | G. E. Dovaston E. Mayne                 | G. Dovaston Esnough                               | G. E. Dovaston G. Dovaston                        |
| 1933      | F. L. Treasure          | Margaret Tragett         | John D. M. McCallum F. L. Treasure      | Marian Horsley Margaret Tragett                   | F. L. Treasure Margaret Tragett                   |
| 1934      | Sven Strømann           | Bodil Clausen            | K. Sandvad Sven Strømann                | Bodil Clausen Tonny Olsen                         | Sven Strømann Bodil Clausen                       |
| 1935      | Sven Strømann           | Tonny Olsen              | K. Sandvad Sven Strømann                | Bodil Clausen Tonny Olsen                         | K. Sandvad Tonny Olsen                            |
| 1936      | Edward H. den Hoed jr.  | Tonny Olsen              | K. Sandvad Sven Strømann                | Bodil Strømann Tonny Olsen                        | K. Sandvad Tonny Olsen                            |
| 1937      | Tom Wingfield           | C. D. Newitt             | S. C. Minard G. E. A. Tautz             | L. W. Myers J. R. Stewart                         | S. C. Minard J. R. Stewart                        |
| 1938 1952 | nicht ausgetragen       | nicht ausgetragen        | nicht ausgetragen                       | nicht ausgetragen                                 | nicht ausgetragen                                 |
| 1953      | Jesper Sandvad          | Tove Andersen            | Jesper Sandvad Ole Mertz                | Tove Andersen Jytte Malmqvist                     | Jesper Sandvad Tove Andersen                      |
| 1954      | Eddy Choong             | Hanne Jensen             | Jørn Skaarup Preben Dabelsteen          | Hanne Jensen Annelise Hansen                      | Jørn Skaarup Annelise Hansen                      |
| 1955      | Eddy Choong             | Hanne Jensen             | David Choong Eddy Choong                | Grete Flensted Edel Christensen                   | Arne Rasmussen Grete Flensted                     |
| 1956      | Ferry Sonneville        | Agnete Friis             | Henning Becker-Hansen Hans Jensen       | June Timperley Barbara Carpenter                  | John Timperley June Timperley                     |
| 1957      | Eddy Choong             | June Timperley           | Eddy Choong Oon Chong Teik              | Anni Hammergaard Hansen Hanne Jensen              | Eddy Choong Hanne Jensen                          |
| 1958      | Ferry Sonneville        | Iris Rogers              | Erland Kops Jørgen Hageman              | June Timperley Iris Rogers                        | Hugh Findlay Iris Rogers                          |
| 1959      | Knud Aage Nielsen       | Karin Rasmussen          | Bengt Albertsen Ole Mertz               | Lis Hagen Olsen Annette Schmidt                   | Ole Mertz Inger Kjærgaard                         |
| 1960      | Ferry Sonneville        | Pratuang Pattabongse     | John Best Peter Waddell                 | Pratuang Pattabongse Annette Schmidt              | John Best Audrey Marshall                         |
| 1961      | Ferry Sonneville        | Hanne Jensen             | Knud Aage Nielsen Ole Mertz             | Hanne Jensen Karin Rasmussen                      | Bjørn Holst-Christensen Tonny Holst-Christensen   |
| 1962      | Ferry Sonneville        | Kirsten Dahl             | Charoen Wattanasin Oon Chong Teik       | Bente Flindt Ulla Rasmussen                       | Oon Chong Teik Ulla Rasmussen                     |
| 1963      | Henning Borch           | Bente Flindt             | Henning Borch Jørgen Mortensen          | Bente Flindt Anne Flindt                          | Hans Henrik Svendsen Anne Flindt                  |
| 1964      | Henning Borch           | Judy Hashman             | Henning Borch Jørgen Mortensen          | Sue Peard Judy Hashman                            | John Havers Jennifer Pritchard                    |
| 1965      | Tom Bacher              | Angela Bairstow          | Ole Mertz Klaus Kaagaard                | Angela Bairstow Anita Price                       | Tony Jordan Angela Bairstow                       |
| 1966      | Knud Aage Nielsen       | Angela Bairstow          | Punch Gunalan Oon Chong Hau             | Heather Nielsen Jennifer Horton                   | David Horton Jennifer Horton                      |
| 1967      | Erland Kops             | Imre Rietveld            | Erland Kops Tom Bacher                  | Imre Rietveld Ulla Strand                         | Tony Jordan Angela Bairstow                       |
| 1968      | Erland Kops             | Irmgard Latz             | Sangob Rattanusorn Chavalert Chumkum    | Margaret Boxall Susan Pound                       | Paul Whetnall Angela Bairstow                     |
| 1969      | Oon Chong Hau           | Gillian Perrin           | Erland Kops Bjarne Andersen             | Marieluise Wackerow Gudrun Ziebold                | Derek Talbot Gillian Perrin                       |
| 1970      | Elo Hansen              | Susan Whetnall           | David Eddy Roger Powell                 | Margaret Boxall Susan Whetnall                    | Derek Talbot Gillian Perrin                       |
| 1971      | Svend Pri               | Eva Twedberg             | Erland Kops Svend Pri                   | Judy Hashman Gillian Gilks                        | Derek Talbot Gillian Gilks                        |
| 1972      | Sture Johnsson          | Eva Twedberg             | Erland Kops Svend Pri                   | Judy Hashman Gillian Gilks                        | Roland Maywald Brigitte Steden                    |
| 1973      | Sture Johnsson          | Gillian Gilks            | David Eddy Eddy Sutton                  | Gillian Gilks Bridget Cooper                      | Derek Talbot Gillian Gilks                        |
| 1974      | Svend Pri               | Eva Stuart               | Ray Stevens Mike Tredgett               | Brigitte Steden Marieluise Zizmann                | Roland Maywald Brigitte Steden                    |
| 1975      | Flemming Delfs          | Gillian Gilks            | Ray Stevens Mike Tredgett               | Susan Whetnall Nora Gardner                       | David Eddy Susan Whetnall                         |
| 1976      | Flemming Delfs          | Gillian Gilks            | Flemming Delfs Elo Hansen               | Susan Whetnall Gillian Gilks                      | Derek Talbot Gillian Gilks                        |
| 1977      | Derek Talbot            | Gillian Gilks            | David Eddy Eddy Sutton                  | Joke van Beusekom Marjan Ridder                   | Derek Talbot Gillian Gilks                        |
| 1978      | Flemming Delfs          | Gillian Gilks            | Svend Pri Jesper Helledie               | Anne Statt Nora Perry                             | Mike Tredgett Nora Perry                          |
| 1979      | Flemming Delfs          | Gillian Gilks            | Derek Talbot Elliot Stuart              | Gillian Gilks Marjan Ridder                       | Derek Talbot Gillian Gilks                        |
| 1980      | nicht ausgetragen       | nicht ausgetragen        | nicht ausgetragen                       | nicht ausgetragen                                 | nicht ausgetragen                                 |
| 1981      | Nick Yates              | Lene Køppen              | Billy Gilliland Dan Travers             | Gillian Gilks Paula Kilvington                    | Thomas Kihlström Gillian Gilks                    |
| 1982      | Prakash Padukone        | Jane Webster             | Martin Dew Mike Tredgett                | Gillian Gilks Gillian Clark                       | Martin Dew Gillian Gilks                          |
| 1983      | Morten Frost            | Sally Podger             | Steen Fladberg Jesper Helledie          | Gillian Gilks Gillian Clark                       | Martin Dew Gillian Gilks                          |
| 1984      | Jens Peter Nierhoff     | Helen Troke              | Mark Christiansen Michael Kjeldsen      | Gillian Gilks Karen Beckman                       | Martin Dew Gillian Gilks                          |
| 1985      | Michael Kjeldsen        | Kirsten Larsen           | Steen Fladberg Jesper Helledie          | Gillian Clark Gillian Gowers                      | Steen Fladberg Gitte Paulsen                      |
| 1986      | Ib Frederiksen          | Xiao Jie                 | He Xiangyang Tang Hui                   | Helen Troke Gillian Gowers                        | Andy Goode Fiona Elliott                          |
| 1987      | Poul-Erik Høyer Larsen  | Sarwendah Kusumawardhani | Mark Christiansen Stefan Karlsson       | Christine Magnusson Maria Bengtsson               | Stefan Karlsson Maria Bengtsson                   |
| 1988      | Jens Peter Nierhoff     | Fiona Smith              | Jens Peter Nierhoff Michael Kjeldsen    | Gillian Clark Sara Sankey                         | Jesper Knudsen Nettie Nielsen                     |
| 1989      | Alan Budikusuma         | Eline Coene              | Eddy Hartono Rudy Gunawan               | Grete Mogensen Pernille Dupont                    | Eddy Hartono Verawaty Fajrin                      |
| 1990      | Hermawan Susanto        | Minarti Timur            | Jon Holst-Christensen Thomas Lund       | Lisbet Stuer-Lauridsen Nettie Nielsen             | Pär-Gunnar Jönsson Maria Bengtsson                |
| 1991      | Poul-Erik Høyer Larsen  | Sarwendah Kusumawardhani | Eddy Hartono Rudy Gunawan               | Gillian Gowers Sara Sankey                        | Henrik Svarrer Marlene Thomsen                    |
| 1992      | Hermawan Susanto        | Sarwendah Kusumawardhani | Tan Kim Her Yap Kim Hock                | Anne Mette Bille Marianne Rasmussen               | Dave Wright Sara Sankey                           |
| 1993      | Poul-Erik Høyer Larsen  | Susi Susanti             | Cheah Soon Kit Soo Beng Kiang           | Finarsih Lili Tampi                               | Jan-Eric Antonsson Astrid Crabo                   |
| 1994      | Poul-Erik Høyer Larsen  | Lim Xiaoqing             | S. Antonius Budi Ariantho Denny Kantono | Peng Xinyong Zhang Jin                            | Chris Hunt Gillian Gowers                         |
| 1995      | nicht ausgetragen       | nicht ausgetragen        | nicht ausgetragen                       | nicht ausgetragen                                 | nicht ausgetragen                                 |
| 1996      | Sun Jun                 | Yao Yan                  | Ge Cheng Tao Xiaoqiang                  | Eline Coene Erica van den Heuvel                  | Jan-Eric Antonsson Astrid Crabo                   |
| 1997      | Wong Choong Hann        | Judith Meulendijks       | Jens Eriksen Jesper Larsen              | Pernille Harder Kelly Morgan                      | Jonas Rasmussen Ann-Lou Jørgensen                 |
| 1998      | Roslin Hashim           | Zhou Mi                  | Cheah Soon Kit Choong Tan Fook          | Huang Nanyan Yang Wei                             | Jon Holst-Christensen Ann Jørgensen               |
| 1999      | Xia Xuanze              | Tang Chunyu              | Choong Tan Fook Lee Wan Wah             | Chen Lin Jiang Xuelian                            | Chen Qiqiu Chen Lin                               |
| 2000      | Chen Hong               | Zhou Mi                  | Halim Haryanto Sigit Budiarto           | Helene Kirkegaard Rikke Olsen                     | Chen Qiqiu Chen Lin                               |
| 2001      | Lee Tsuen Seng          | Mia Audina               | Jesper Christensen Jesper Larsen        | Anastasia Russkikh Xu Huaiwen                     | Nathan Robertson Gail Emms                        |
| 2002      | Wong Choong Hann        | Mia Audina               | Ha Tae-kwon Kim Dong-moon               | Ann-Lou Jørgensen Rikke Olsen                     | Kim Dong-moon Lee Kyung-won                       |
| 2003      | Lee Hyun-il             | Yao Jie                  | Ha Tae-kwon Kim Dong-moon               | Ra Kyung-min Lee Kyung-won                        | Ra Kyung-min Kim Dong-moon                        |
| 2004      | Kenneth Jonassen        | Pi Hongyan               | Tony Gunawan Howard Bach                | Lena Frier Kristiansen Kamilla Rytter Juhl        | Thomas Laybourn Kamilla Rytter Juhl               |
| 2005      | Muhammad Hafiz Hashim   | Xu Huaiwen               | Choong Tan Fook Lee Wan Wah             | Mia Audina Lotte Bruil                            | Robert Mateusiak Nadieżda Kostiuczyk              |
| 2006      | Sairul Amar Ayob        | Adriyanti Firdasari      | Rian Sukmawan Eng Hian                  | Rani Mundiasti Endang Nursugianti                 | Robert Blair Jenny Wallwork                       |
| 2007      | Lee Yen Hui Kendrick    | Li Wenyan                | Rian Sukmawan Yonathan Suryatama Dasuki | Anastasia Russkikh Ekaterina Ananina              | Rasmus Bonde Christinna Pedersen                  |
| 2008      | Andre Kurniawan Tedjono | Yao Jie                  | Fran Kurniawan Rendra Wijaya            | Lena Frier Kristiansen Kamilla Rytter Juhl        | Joachim Fischer Nielsen Christinna Pedersen       |
| 2009      | Chetan Anand            | Yao Jie                  | Kristof Hopp Johannes Schöttler         | Valeria Sorokina Nina Vislova                     | Alexandr Nikolaenko Valeria Sorokina              |
| 2010      | Sho Sasaki              | Juliane Schenk           | Hirokatsu Hashimoto Noriyasu Hirata     | Valeria Sorokina Nina Vislova                     | Alexandr Nikolaenko Valeria Sorokina              |
| 2011      | Hsueh Hsuan-yi          | Yao Jie                  | Adam Cwalina Michał Łogosz              | Duanganong Aroonkesorn Kunchala Voravichitchaikul | Songphon Anugritayawon Kunchala Voravichitchaikul |
| 2012      | Eric Pang               | Kristína Gavnholt        | Alvent Yulianto Markis Kido             | Selena Piek Iris Tabeling                         | Mads Pieler Kolding Kamilla Rytter Juhl           |
| 2013      | Wei Nan                 | Busanan Ongbumrungpan    | Wahyu Nayaka Ade Yusuf                  | Bao Yixin Tang Jinhua                             | Danny Bawa Chrisnanta Vanessa Neo Yu Yan          |
| 2014      | Ajay Jayaram            | Zhang Beiwen             | Baptiste Carême Ronan Labar             | Eefje Muskens Selena Piek                         | Ricky Widianto Richi Puspita Dili                 |
| 2015      | Ajay Jayaram            | Kirsty Gilmour           | Koo Kien Keat Tan Boon Heong            | Gabriela Stoeva Stefani Stoeva                    | Ronan Labar Émilie Lefel                          |
| 2016      | Wang Tzu-wei            | Zhang Beiwen             | Lee Jhe-huei Lee Yang                   | Setyana Mapasa Gronya Somerville                  | Mathias Christiansen Sara Thygesen                |
| 2017      | Kento Momota            | Zhang Beiwen             | Liao Min-chun Su Ching-heng             | Della Destiara Haris Rizki Amelia Pradipta        | Marcus Ellis Lauren Smith                         |
| 2018      | Sourabh Varma           | Mia Blichfeldt           | Wahyu Nayaka Ade Yusuf                  | Gabriela Stoeva Stefani Stoeva                    | Marcus Ellis Lauren Smith                         |
| 2019      | Lakshya Sen             | Wang Zhiyi               | Vladimir Ivanov Ivan Sozonov            | Gabriela Stoeva Stefani Stoeva                    | Robin Tabeling Selena Piek                        |
| 2020      | nicht ausgetragen       | nicht ausgetragen        | nicht ausgetragen                       | nicht ausgetragen                                 | nicht ausgetragen                                 |
| 2021      | Loh Kean Yew            | Kristin Kuuba            | Terry Hee Loh Kean Hean                 | Johanna Magnusson Clara Nistad                    | Mikkel Mikkelsen Rikke S. Hansen                  |
| 2022      | Christo Popov           | Wen Chi-hsu              | Chiu Hsiang-chieh Yang Ming-tse         | Debora Jille Cheryl Seinen                        | Robin Tabeling Selena Piek                        |
| 2023      | Victor Svendsen         | Julie Dawall Jakobsen    | Rory Easton Zach Russ                   | Debora Jille Cheryl Seinen                        | Callum Hemming Estelle van Leeuwen                |
| 2024      | Mads Christophersen     | Kisona Selvaduray        | Rasmus Espersen Christian Faust Kjær    | Gabriela Stoeva Stefani Stoeva                    | Callum Hemming Estelle van Leeuwen                |